# 周東町
周東町（しゅうとうちょう）は、かつて山口県の東部にあった町。2006年3月20日、岩国市および玖珂郡内の町村（和木町を除く）と合併し新たに岩国市となり、町域は岩国市周東町（しゅうとうまち）となった。

## 地理

### 隣接している自治体
- 岩国市
- 周南市
- 柳井市
- 光市
- 玖珂郡：玖珂町、美川町、由宇町
- 熊毛郡：田布施町（小行司・飛び地）

### 大字
- 明見谷 （あけみだに）
- 獺越 （おそごえ）
- 上久原 （かみくばら）
- 上須通 （かみすどおり）
- 川上 （かわかみ）
- 差川 （さすがわ)
- 三瀬川 （さんぜがわ）
- 下久原 （しもくばら）
- 下須通 （しもすどおり）
- 祖生 （そお）
- 田尻 （たじり）
- 中山 （なかやま)
- 西長野 (にしながの）
- 樋余地 （ひよじ）
- 用田 （ようだ）

## 歴史
- 1955年（昭和30年）4月1日 - 高森町・祖生村・米川村・川越村が合併して周東町が発足。
- 2006年（平成18年）3月20日 - 岩国市・玖珂町・由宇町・本郷村・錦町・美川町・美和町と合併し、改めて岩国市が発足。同日周東町廃止。

## 行政

### 歴代町長
- 中嶋尚士
- 亀岡重則
- 武居龍志

## 議会
- 1955年に合併した当初は、時限立法により旧町村単位の小選挙区制による町議会選挙が行われた。1959年以降は、制度を条例化して小選挙区が存続した[1]。

## 産業
- 獺祭 - 旭酒造

## 交通

### 鉄道
- 西日本旅客鉄道
  - 岩徳線
    - 周防高森駅 - 米川駅

### 道路
- 高速道路
  - E2 山陽自動車道が町内を通るが、インターチェンジは無く、最寄りは玖珂IC、熊毛ICとなる。
- 一般国道
  - 国道2号
- 都道府県道